# Rakittapuszta
Rakittapuszta románul: Răchita, falu Romániában, a Bánságban, Krassó-Szörény megyében.

## Fekvése
Újsopot (Şopotu Nou) mellett fekvő település.

## Története
Rakittapuszta (Răchita) korábban Újsopot (Şopotu Nou) része volt. 1956-ban vált külön településsé 143 lakossal.
1966-ban 215, 1977-ben 254, 1992-ben 183, a 2002-es népszámláláskor pedig 167 román lakosa volt.